# اوجو (تيزغت)
اوجو هي إحدى مشيخات المملكة المغربية، تتبع جغرافيا لإقليم طاطا وإداريًا لتيزغت. يقدر عدد سكانها بـ 255 نسمة حسب الإحصاء الرسمي للسكان والسكنى لسنة 2004.